# Castel di Lucio
Castel di Lucio – miejscowość i gmina we Włoszech, w regionie Sycylia, w prowincji Mesyna.
Według danych na rok 2004 gminę zamieszkiwało 1561 osób, 55,8 os./km².